# Peak Tram
| Zug der Peak Tram |                          |  |  |
| Streckenlänge: | 1,365 km                 |  |  |
| Spurweite: | 1520 mm (Russische Spur) |  |  |
| |                          |  |  |
| \| \| Garden Road \| \| \| \| \| Cotton Tree Drive \| \| \| \| \| Kennedy Road \| \| \| \| \| Kennedy Road \| \| \| \| \| Ehemaliges Fahrzeugdepot \| \| \| \| \| MacDonnell Road \| \| \| \| \| MacDonnell Road \| \| \| \| \| Magazine Gap Road \| \| \| \| \| May Road \| \| \| \| \| May Road \| \| \| \| \| Ausweiche \| \| \| \| \| \| \| \| \| \| Barker Road \| \| \| \| \| Barker Road \| \| \| \| \| The Peak \| \| \| |                          |  |  |
| Kopfbahnhof Streckenanfang | Garden Road              |  |  |
| Strecke mit Straßenbrücke | Cotton Tree Drive        |  |  |
| Haltepunkt / Haltestelle | Kennedy Road             |  |  |
| Brücke | Kennedy Road             |  |  |
| Abzweig geradeaus und ehemals von rechts | Ehemaliges Fahrzeugdepot |  |  |
| Strecke mit Straßenbrücke | MacDonnell Road          |  |  |
| Haltepunkt / Haltestelle | MacDonnell Road          |  |  |
| Strecke mit Straßenbrücke | Magazine Gap Road        |  |  |
| Strecke mit Straßenbrücke | May Road                 |  |  |
| Haltepunkt / Haltestelle | May Road                 |  |  |
| | Ausweiche                |  |  |
| |                          |  |  |
| Haltepunkt / Haltestelle | Barker Road              |  |  |
| Brücke | Barker Road              |  |  |
| Kopfbahnhof Streckenende | The Peak                 |  |  |

Die Peak Tram (chinesisch 山頂纜車 / 山顶缆车, Pinyin shāndǐng lǎnchē, Jyutping saan1deng2 laam6ce1) ist eine Standseilbahn auf Hong Kong Island. Sie führt von der Haltestelle Garden Road (花園道 / 花园道,  Huāyuándào, Jyutping Faa1jyun4dou6) in Central auf den Nebengipfel Victoria Gap (爐峰峽 / 炉峰峡,  Lúfēng Xiá, Jyutping Lou4fung1 Haap6) des Victoria Peak.

## Geschichte

### Entwicklung

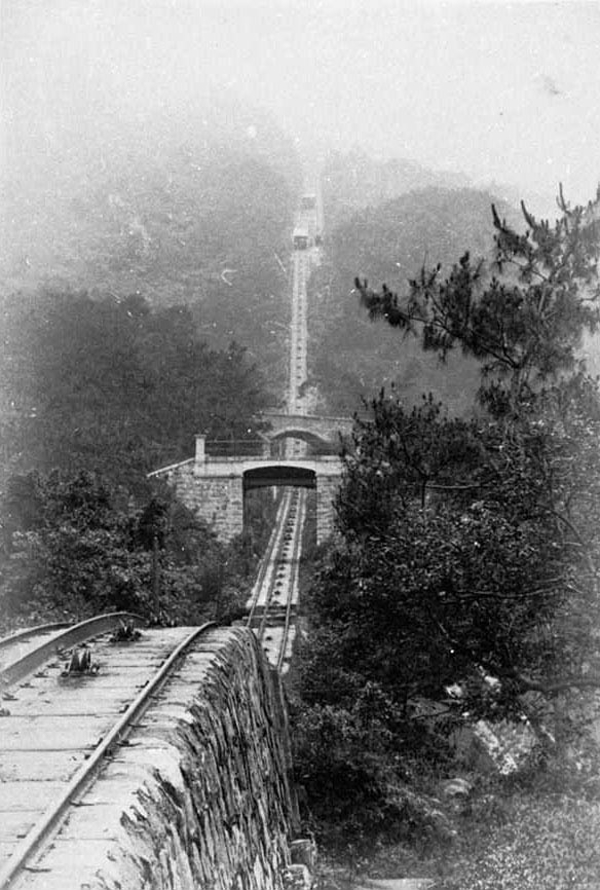
Strecke 1897

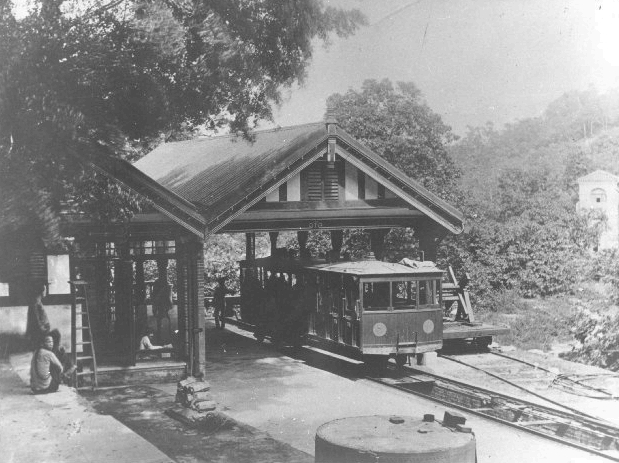
Talstation Garden Road, circa 1890

Alexander Findlay Smith schlug 1881 das Projekt vor und beantragte eine Konzession, die ihm 1883 erteilt wurde. 1885 wurde mit dem Bau begonnen. Um den vorzubereiten, hatte Smith eine Weltreise unternommen und sich andere Bahnen angesehen, die ähnlich steile Steigungen bewältigten: die San Francisco Cable Cars, die Rigi-Bahn, die Drachenfelsbahn in Königswinter, die Funicolare vesuviana auf den Vesuv bei Neapel und andere. Die Peak Tram wurde am 28. oder 30. Mai 1888 durch den Gouverneur Sir George William Des Vœux (德輔,  Défǔ, Jyutping Dak1fu6) eröffnet, ursprünglich von einer stationären Dampfmaschine angetrieben und galt als technisches Wunderwerk. 800 Passagiere nutzten die Bahn am ersten Betriebstag, 150.000 im ersten Betriebsjahr. Sie diente zunächst vor allem den Anwohnern von Victoria Peak und förderte die Besiedlung des darunter liegenden Hanges sehr stark. Damals wiesen die hölzernen Wagen drei Wagenklassen auf:
- 1. Klasse: Reserviert für Kolonialbeamte und Bewohner des Victoria Peak; Rückfahrkarte: 45 cents
- 2. Klasse: Britisches Militär und Hong Kong Police Force; Rückfahrkarte: 30 cents
- 3. Klasse: andere Reisende und Tiere; Rückfahrkarte: 15 cents

Von 1908 bis 1949 waren die Sitze in der ersten Reihe jeden Wagens für den Gouverneur der Kronkolonie Hongkong reserviert. An der Rückenlehne waren Bronzeschilder mit der Aufschrift angebracht: „This seat reservation to His Excellency the Governor“. Wollte der Gouverneur nicht mitfahren – was meistens der Fall war – wurden diese Plätze unmittelbar vor der Abfahrt zur allgemeinen Nutzung freigegeben.
Zwei Mal, 1899, und am 12. Juni 1966 kam es aufgrund der Topografie nach schweren Regenfällen zu Hangrutschungen, die auch Teile der Strecke mitrissen.
1926 wurde der Betrieb grundsätzlich umstrukturiert. Seitdem fährt die Standseilbahn mit elektrischer Energie. Neue Fahrzeuge mit 52 Plätzen wurden be- und das Dreiklassensystem abgeschafft. Am 11. Dezember 1941 wurde bei dem Angriff der Japaner auf Hongkong das Maschinenhaus, in dem sich die Fördermaschine befindet, schwer beschädigt. So ruhte der Betrieb während der japanischen Besetzung und wurde erst nach der Rückeroberung am 25. Dezember 1945 wieder aufgenommen. 1948 gab es neue Fahrzeuge mit 62 Sitzplätzen, 1959 erhielt die Bahn neue Wagen aus Leichtmetall, die 72 Reisende befördern konnten.

### Gegenwart
1989 wurde die Anlage durch den Schweizer Industriekonzern Von Roll grundlegend überholt: Der Fahrweg wurde neu gebaut, die Steuerung durch Computer kontrolliert und neue Fahrzeuge von der Gangloff AG, Schweiz, beschafft. Die neuen Doppelwagen haben eine Kapazität für 120 Reisende. Damit ist die Anlage eine klassische Standseilbahn, die Kreuzungsstelle in Streckenmitte ist mit zungenlosen Abtschen Weichen ausgerüstet. Heute nutzen jedes Jahr 4 Millionen Fahrgäste die Peak Tramway, das sind täglich über 11.000. Die Bahn ist täglich zwischen 7 und 24 Uhr in Betrieb und fährt ohne Fahrplan nach Bedarf, aber mindestens alle 15 Minuten.

### Museale Präsentation

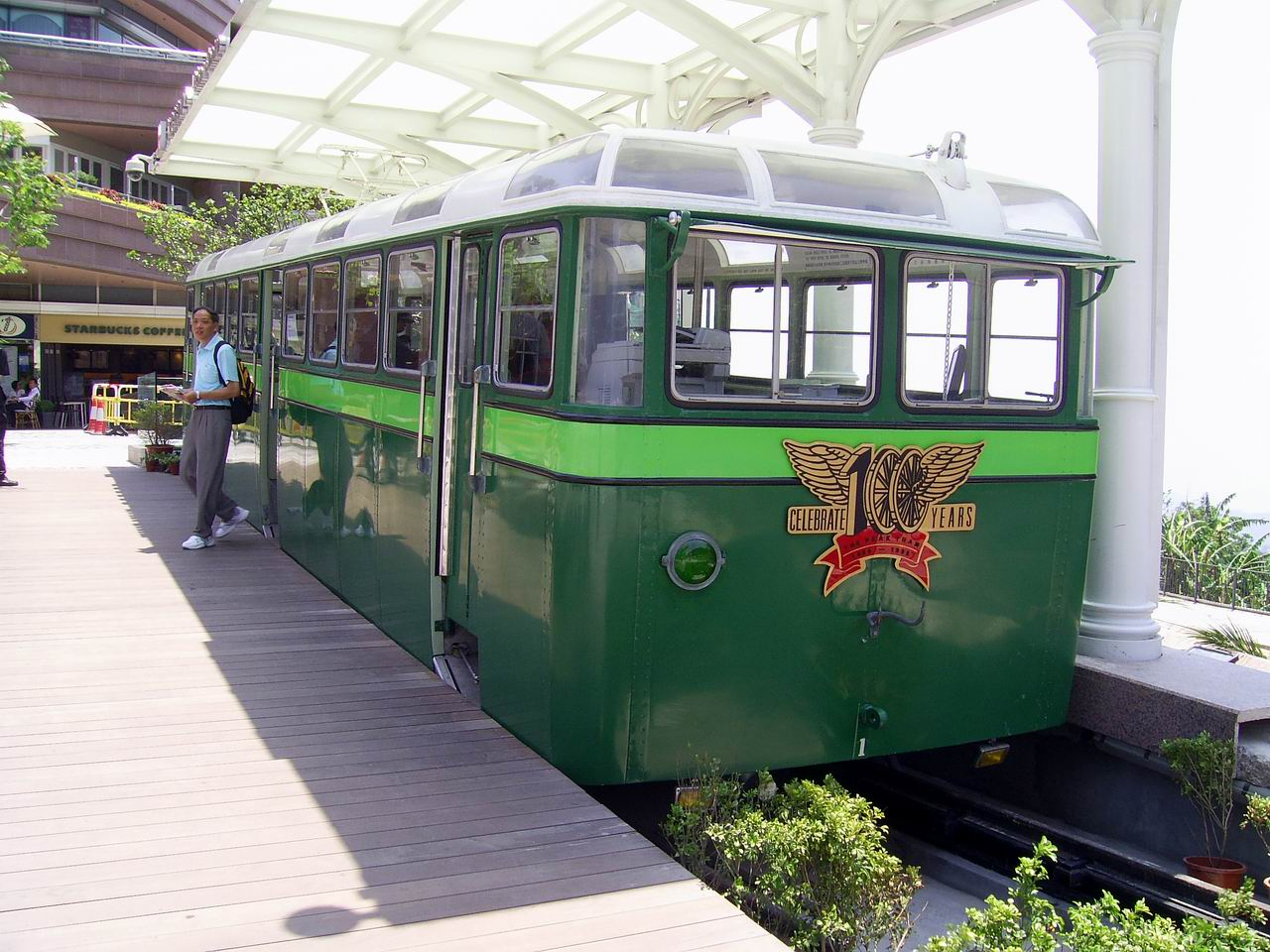
Wagen von 1959, ausgestellt auf dem Freigelände vor der Bergstation

In der Talstation wird die Geschichte der Peak Tram in „The Peak Tram Historical Gallery“ präsentiert. Unter anderem sind hier Nachbauten eines Fahrzeugs der ersten Generation und des Maschinenraums von 1926 sowie zahlreiche Gegenstände aus dem Betrieb seit der Anfangszeit der Bahn zu sehen. Ein Fahrzeug der Generation von 1959 befindet sich im Freigelände vor der Bergstation.

## Strecke
Die eingleisige Strecke hat in der Mitte eine Ausweiche, die es ermöglicht, dass der bergwärts und der talwärts fahrende Wagen einander passieren können. Die 1365 m lange Strecke hat eine Spurweite von 1520 mm, der Höhenunterschied beträgt 368 m. Die Steigung variiert in einzelnen Abschnitten erheblich zwischen 4° und 27°, wobei der steilste eine Steigung von 48 % aufweist – das entspricht einem Winkel von ca. 26° gegenüber der Horizontalen. Die Strecke bedient vier Zwischenhalte.
Berg- und Talstation weisen jeweils zwei Bahnsteige auf, die sich rechts und links der Fahrzeuge befinden. Jeweils einer dient zum Ein-, der andere zum Aussteigen. Der Fahrdienstleiter arbeitet in der Bergstation. Die vier Zwischenhalte haben je einen Bahnsteig und ein Wartehäuschen. Alle vier arbeiten nach dem Prinzip „Halt auf Verlangen“.
Betreiber der Peak Tram ist heute die Hongkong and Shanghai Hotels Group (HSH), der auch das Einkaufszentrum gehört, in dem sich die Bergstation befindet. Eine Fahrt über die Gesamtstrecke dauert knapp 5 Minuten bei einer Reisegeschwindigkeit von 21,5 km/h.